# Krystal (film)
Pour les articles homonymes, voir Krystal.
Pour plus de détails, voir Fiche technique et Distribution.
Krystal est un film américain réalisé par William H. Macy, sorti en 2017.

## Fiche technique
- Titre : Krystal
- Réalisation : William H. Macy
- Scénario : Will Aldis
- Photographie : Adam Silver
- Pays d'origine : États-Unis
- Format : Couleurs - 1,85:1
- Genre : comédie dramatique
- Durée : 90 minutes
- Date de sortie : 2017

## Distribution
- Rosario Dawson : Krystal Bryant
- Nick Robinson : Taylor Ogburn
- T.I. : Willie
- Grant Gustin : Campbell Ogburn
- Felicity Huffman : Poppy Ogburn
- William H. Macy : Dr Wyatt Ogburn
- Jacob Latimore : Bobby Bryant
- Rick Fox : Bo
- William Fichtner : Dr Lyle Farley
- Kathy Bates : Vera Greenwood